# Леонід Кінскі
Леонід Кінскі (англ. Leonid Kinskey; 18 квітня 1903—1998) — американський актор театру, кіно і телебачення російського походження.

## Біографія
Народився 18 квітня 1903 року в Санкт-Петербурзі.
Після Жовтневої революції разом з сім'єю емігрував з Росії. Виступав на сценах країн Європи і пізніше Південної Америки. Потім в 1921 році прибув до США, в Нью-Йорк.
Кінскі був тричі одружений, друга дружина — Іфігенія Кастильоні (1901—1963); після її смерті (з 1983 року) був одружений з Тіною Йорк. Помер від ускладнень після інсульту 8 вересня 1998 року в Фаунтін-Хіллс, штат Аризона.

## Вибрана фільмографія
- 1932 — Неприємності в раю — комуніст
- 1933 — Качиний суп
- 1934 — Голлівудська вечірка
- 1934 — Весела вдова
- 1935 — Я живу своїм життям
- 1936 — Любов у бігах
- 1937 — Нічого святого
- 1939 — Історія Вернона і Айрін Касл — артист
- 1941 — Та ніч у Ріо
- 1942 — Касабланка — Саша
- 1955 — Людина із золотою рукою — Доміновскі